# أريغارون خطي
أريغارون خطي (الاسم العلمي: Erigeron linearis) هو نوع من النباتات يتبع جنس الأريغارون من الفصيلة النجمية.